# ルイ・アルフォンス・コヤジアロ
ルイ・アルフォンス・ダニエル・コヤジアロ・ングバセ・テ・ゲレンボ（フランス語: Louis Alphonse Daniel Koyagialo Ngbase te Gerengbo、1947年3月23日 - 2014年12月14日）は、コンゴの政治家。第29代コンゴ民主共和国首相代理。アドルフ・ムジトー内閣において副首相を務めた。ムジトー首相の辞任後、2012年3月6日から4月18日まで首相代理を務めた。
後任には、オーギュスタン・マタタ・ポニョが就任した。　
2014年12月14日、南アフリカ共和国のヨハネスブルグで67歳で死去した。

## 出版
- Louis Alphonse Koyagialo Ngbase te Gerengbo (2006). Massacre de Lubumbashi. s.n.. pp. 302